# Гэ Хун
Гэ Хун (кит. 葛洪, Gě Hóng, второе имя Чжичуань 稚川) (283 — 343) — китайский даосский учёный и алхимик, знаменитый своими энциклопедическими трактатами. Даосская традиция считает Гэ Хуна святым бессмертным. Представитель школы Саньхуанвэнь — Письмена Трёх Августейших. Современники считали его человеком крайне скромным, естественным, неприхотливым, и прозвище Баопучжиши (Мудрец, объемлющий первозданную простоту) дали ему друзья и ученики. Отсюда возник его литературный псевдоним Баопу-цзы, по которому назван его энциклопедический трактат.

## Биография
Гэ Хун родился в уезде Цзюйжун округа Даньян (на территории современной провинции Цзянсу) в 283 или в 284 году. Согласно официальной «Истории Цзинь», он прожил 81 год и скончался в 363, но критическое сопоставление дат жизни свидетелей его кончины даёт дату 343, признаваемую синологами.
Гэ Хун родился в знатной, но бедной семье из бывшего царства У. Семья его была связана с южнокитайским даосизмом — школой Саньхуанвэнь (Письмён Трёх Августейших), включавшей в себя внешнюю алхимию — традицию приготовления эликсиров бессмертия, астрологию, изготовление амулетов, применение формул и заклятий, а также гимнастику даоинь и сексуальные практики. Основателем Саньхуанвэнь считался Жёлтый Император Хуан-ди. Двоюродным дедом Гэ Хуна был знаменитый даос Гэ Сюань, от которого ему досталось множество книг.
Отец Гэ Хуна рано умер, семья жила бедно, и книги для чтения он доставал с большим трудом.
Гэ Хун получил классическое конфуцианское образование, но у него был даосский наставник Чжэн Сыюань (Чжэн Инь). Женился Гэ Хун на дочери богатого чиновника Бао Цзина, который познакомил его с традицией его собственного двоюродного деда Гэ Сюаня (в школе Трёх Августейших не было принято учиться у кровных родственников).
В 303—304 он поступил на военную службу и за заслуги в подавлении крестьянского восстания Ши Бина в Цзяннани получил невысокий дворянский титул.
После войны Гэ Хун направился на север в поисках неизвестных даосских текстов, но по причине нестабильности и смуты Гэ Хун вынужден был вернуться без результатов.
Вернувшись, он смог найти себе должность в канцелярии губернатора в Гуанчжоу под началом своего друга, а позднее он стал помощником Ван Дао, богатого и влиятельного фаворита принца Сыма Жуй, который позже стал императором Восточной Цзинь. Таким образом Гэ Хун сделал блистательную карьеру, и в имперской канцелярии он стал канцлером и оставался на службе до 333.
В 317—320 он написал энциклопедический трактат Баопу-цзы.
В 333, в правление императора Чэн-ди, Гэ Хун попросил назначить его на крайний юг, где находится современная вьетнамская провинция Зяотяу. Он объяснил императору, что на юге можно найти особенно качественную киноварь для алхимических опытов. Однако губернатор Гуанчжоу Дэн Юэ, очень ценя Гэ Хуна, отозвал его с дороги. Гэ Хун поселился на горе Лофушань около Гуанчжоу, под покровительством Дэн Юэ он собрал учеников и организовал даосскую общину для алхимических опытов.
По легенде, перед смертью Гэ Хун срочно вызвал Дэн Юэ, но тот задержался, и прибыл на гору, когда Гэ Хун был уже мёртв. Дэн Юэ, открыв гроб, обнаружил, что тело Гэ Хуна остаётся лёгким и гибким без признаков трупного окоченения или одеревенения. А потом, во время похорон, ученики удивились лёгкости гроба, открыли его и увидели, что гроб пуст. Гэ Хун вошёл в даосский пантеон как бессмертный (шицзесянь, «освободившийся от трупа»), получивший бессмертие через смерть и воскрешение.
Популяризации сочинений Гэ Хуна во многом содействовал его внучатый племянник Гэ Чаофу, создавший школу Линбао около 400 года.
- Путешествие Гэ Хуна
- Факсимиле биографии Гэ Хуна

## Сочинения Гэ Хуна
Гэ Хун написал много сочинений, в том числе автобиографию, комментарии на классические сочинения и авторитетные медицинские трактаты, однако от многих из них остались лишь фрагменты или цитаты.
Полностью сохранились сочинения:
- Баопу-цзы, энциклопедический трактат о даосизме и достижении бессмертия.
- Шэньсянь-чжуань, жизнеописания даосских бессмертных.
- Заметки западной столицы (кит. упр. 西京雜記, пиньинь Xi Jing Za Ji, палл. Си цзин цза цзи) — сборник историй.

- Талисманы из книги Баопу-цзы